# 100 höjdare (säsong 4)
Den fjärde säsongen av 100 höjdare hade premiär 28 augusti 2006. Denna säsong bestod av åtta program och listettorna från varje program möttes i det sista programmet för tävla om att utses till Sveriges skönaste människa. Konstnären Robert Jäppinen fanns med på listan men avled när tv-inslaget om honom höll på att spelas in. Tv-teamet hade precis hälsats välkomna då konstnären dog, och Kanal 5 beslutade att stryka inslaget om honom. Vinnaren av finalen blev Björn Tådne som därmed blev Sveriges skönaste människa 2006. Hans Ingemansson är inslagsproducent.

## Priser och utmärkelser
En av intervjuerna, Golge Jacobsson – Sveriges kåtaste 77-åring, från avsnitt tre vann Aftonbladets TV-pris i kategorin roligaste klipp.

## Avsnitt
| Program                                                        | Nr.                                                      | Namn         | Ort/Region |
| -------------------------------------------------------------- | -------------------------------------------------------- | ------------ | ---------- |
| Avsnitt 1 - Skåne                                              |                                                          |              |            |
| 7                                                              | Michael Nilsson (Buss-Micke)                             | Malmö        |            |
| 6                                                              | Sten "Taxi" Jonsson (Urklippsmannen)                     | Malmö        |            |
| 5                                                              | Kennet Isaksson (Dinolandmannen)                         | Nyvång       |            |
| 4                                                              | Dansbandet "Skånska Brogrens"                            | Öja          |            |
| 3                                                              | Jag-Vet-Vem-Som-Sköt-Palme-Mannen samt hans fru          | Lund         |            |
| 2                                                              | Jag-Vet-Också-Vem-Som-Sköt-Palme-Mannen                  | Lund         |            |
| 1                                                              | Gustav Pouladi                                           | Teckomatorp  |            |
|                                                                |                                                          |              |            |
| Avsnitt 2 - Gnällbältet                                        |                                                          |              |            |
| 7                                                              | Bertil Karlsson (Strålningsmannen)                       | Lerbäck      |            |
| 6                                                              | Yngve (Strålningsmannens granne)                         | Lerbäck      |            |
| 5                                                              | Ilgonis Lipartas (Modelljärnvägsmannen)                  | Köping       |            |
| 4                                                              | Bengt-Olof Gavne (Kommunmannen)                          | Västerås     |            |
| 3                                                              | Dan Sederowsky (Mustaschmannen)                          | Köping       |            |
| 2                                                              | Greve Magnus Stenbock (1800-talsmannen)                  | Söderköping  |            |
| 1                                                              | Berit Lyckstedt (Anti-Powermeetkvinnan)                  | Västerås     |            |
|                                                                |                                                          |              |            |
| Avsnitt 3 - Stockholm med omnejd                               |                                                          |              |            |
| 7                                                              | Mats Åkerlund (Så som i himmelen-mannen)                 | Uppsala      |            |
| 6                                                              | Carl Braunerhielm (Kulturpersonlighetsmannen)            | Eskilstuna   |            |
| 5                                                              | Göran Alby (Hålla-Andan-Mannen)                          | Skarpnäck    |            |
| 4                                                              | Herbert Liedke (Världens Snabbaste 90-åring)             | Reimersholme |            |
| 3                                                              | Domenico Lo Sinno (Bar-Överkropp-Mannen)                 | Fittja       |            |
| 2                                                              | Golge Jacobsson (Mr Riviera 1955)                        | Vasastan     |            |
| 1                                                              | Golge Jacobsson (Sveriges kåtaste 77-åring)              | Vasastan     |            |
|                                                                |                                                          |              |            |
| Avsnitt 4 - Norrland                                           |                                                          |              |            |
| 7                                                              | Perti Hackman ('Dillmannen)                              | Hudiksvall   |            |
| 6                                                              | Wall Winther (Berlinmurenkvinnan)                        | Liden        |            |
| 5                                                              | Sune Hjorth (UFO-mannen)                                 | Sundsvall    |            |
| 4                                                              | Doris Berglund (Eremitkvinnan)                           | Öfra Junsele |            |
| 3                                                              | Rolf Söderkvist (Midjemåttsmannen)                       | Östersund    |            |
| 2&1                                                            | Per och Anna-Lisa Wik (Det Konceptuella Paret)           | Östersund    |            |
|                                                                |                                                          |              |            |
| Avsnitt 5 - Västkusten                                         |                                                          |              |            |
| 7                                                              | Sonny Johnson (Trumpetmannen)                            | Göteborg     |            |
| 6                                                              | Rolf Glennman (Direktreklam-mannen)                      | Trollhättan  |            |
| 5                                                              | Stig-Arne Söderberg (Brandmannen-mannen)                 | Bollnäs      |            |
| 4                                                              | Otto Hjelm (Insomnia-Mannen)                             | Björketorp   |            |
| 3                                                              | August Bendz (Tala-Baklänges-Mannen)                     | Hisingen     |            |
| 2                                                              | August Bendz' Sjukt Snygga Flickvän                      | Hisingen     |            |
| 1                                                              | Björn Tådne (Tonskale-Mannen)                            | Orust        |            |
|                                                                |                                                          |              |            |
| Avsnitt 6 - Värmland                                           |                                                          |              |            |
| 7                                                              | Jimmy Bölja (Artistmannen)                               | Töreboda     |            |
| 6                                                              | Gunde, Jerker & Martin (Tre Generationer Flygare)        | Sörhaga      |            |
| 5                                                              | Christer Mikko (Torsk-På-Tallinn-Mannen)                 | Karlstad     |            |
| 4                                                              | Aina Haglund (Kattkvinnan)                               | Sunne        |            |
| 3                                                              | Tore Ivarsson (Bilskrotmannen)                           | Töcksfors    |            |
| 2                                                              | Rune Ivarsson (Bilskrotsmannens Yngre Bror)              | Töcksfors    |            |
| 1                                                              | Jan Myrehed (Entertainern-Mannen)                        | Karlstad     |            |
|                                                                |                                                          |              |            |
| Avsnitt 7 - Småland med omnejd                                 |                                                          |              |            |
| 7                                                              | Anna-Lisa Pewe (Sveriges Piggaste 97-åring)              | Torsby       |            |
| 6                                                              | Sven Yrvind (Ensamseglaren)                              | Västervik    |            |
| 5                                                              | Jean Ludvig Rönnberg (Ludde i Kojan)                     | Bollnäs      |            |
| 4                                                              | The-Fast-And-The-Furious-Killens kompis i den vita BMW:n | Karlskrona   |            |
| 3                                                              | Erik Aschan (Indianmannen)                               | Ljungsbro    |            |
| 2                                                              | Kurt Henriksson Boda-Kurre (Roliga-timmen-Mannen)        | Boda         |            |
| 1                                                              | Ingvar Hägg (Gatumusikanten)                             | Kalmar       |            |
|                                                                |                                                          |              |            |
| Avsnitt 8: Regionvinnarna i Final                              |                                                          |              |            |
| (Gustav Pouladi ersatt av) Jan-Erik och Mercedes Brogren       | Skåne                                                    |              |            |
| Berit Lyckstedt                                                | Gnällbältet                                              |              |            |
| Golge Jacobsson                                                | Stockholm                                                |              |            |
| (Per och Anna-Lisa Wik ersatta av) Sten "Taxi" Jonsson (Joker) | Norrland                                                 |              |            |
| Björn Tådne (vinnare)                                          | Västkusten                                               |              |            |
| Jan Myrehed                                                    | Värmland                                                 |              |            |
| Ingvar Hägg                                                    | Småland                                                  |              |            |

Medverkande i denna säsong, bl.a. Sten "Taxi" Jonsson och Jan Myrehed, har återkommit i senare säsonger av 100 höjdare liksom i andra Filip & Fredrikproduktioner såsom Söndagsparty och Ett herrans liv.